# 4-vinylcyclohexeen
4-vinylcyclohexeen of VCH  is een tweevoudig onverzadigde, cyclische koolwaterstof. De stof komt voor als een kleurloze, ontvlambare vloeistof met een onaangename geur. De dampen kunnen een explosief mengsel vormen met lucht. Ze is mogelijk carcinogeen voor de mens. Bij dierproeven is ze carcinogeen bevonden, maar de relevantie daarvan voor de mens is niet bekend. 4-vinylcyclohexeen is het dimeer van 1,3-butadieen.

## Synthese
4-vinylcyclohexeen kan bereid worden via een diels-alderreactie met twee moleculen 1,3-butadieen:
Men kan de reactie uitvoeren zonder katalysator, maar om de opbrengst zo hoog mogelijk te krijgen en nevenreacties zo veel mogelijk te vermijden, gebeurt de industriële productie met behulp van een koperhoudende katalysator.
Deze reactie vindt ook plaats, als nevenreactie, tijdens de productie van synthetisch rubber op basis van butadieen. 4-vinylcyclohexeen wordt dan ook aangetroffen in de afvalgassen die ontstaan tijdens die productie.

## Toepassingen
4-vinylcyclohexeen is een bouwsteen voor de synthese van andere verbindingen. Het kan fungeren als comonomeer voor polymeren. Het kan gedehydrogeneerd worden tot de aromatische verbinding ethylbenzeen of, in aanwezigheid van zuurstofgas, tot styreen. Dit is een belangrijke industriële grondstof voor de productie van onder meer polystyreen.
Het di-epoxide vinylcyclohexaandiepoxide wordt gebruikt in de productie van epoxyharsen.